# Otto Lüer
Otto Lüer (* 4. Juni 1865 in Bruchhausen; † 12. Februar 1947 in Bad Pyrmont) war ein deutscher Architekt.

## Leben
Lüer war der Bruder des Apothekers und Erfinders Kurt Lüer und des  Architekten und Kunsthistorikers Hermann Lüer sowie der Sohn des Aktuars Georg Christian Ludwig Lüer und der Sophie Caroline Marie Lüer, geborene Jansen. Sein Onkel war der Architekt Wilhelm Lüer.
Lüer absolvierte von 1883 bis 1888 ein Architektur-Studium an der Technischen Hochschule Hannover und wurde danach als Architekt in Hannover tätig, seit 1932 in Bad Pyrmont. Er war seit 1886 Mitglied der Hannoverschen Bauhütte. Er baute vor allem im Stil der Neugotik und Neuromanik Kirchen, Villen und Denkmäler, letztere häufig zusammen mit dem hannoverschen Bildhauer Karl Gundelach.

## Werk (Auswahl)

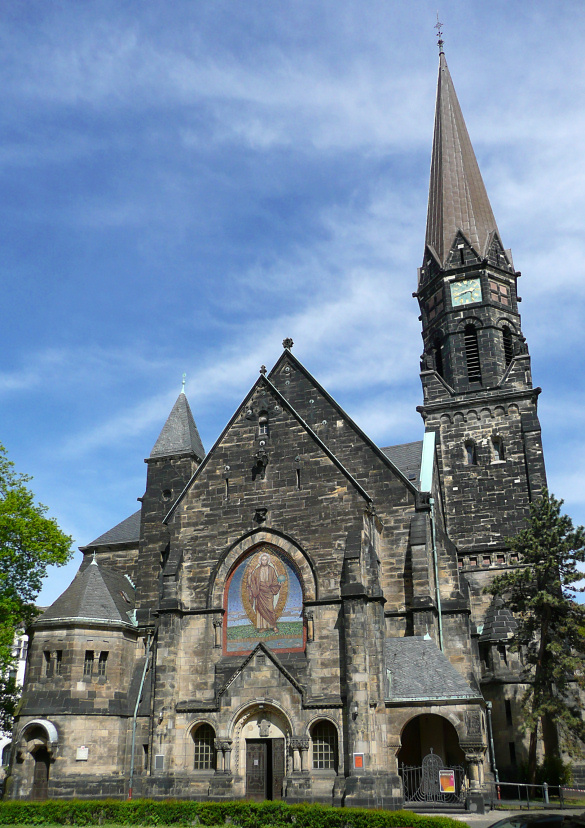
Markuskirche in Hannover-List

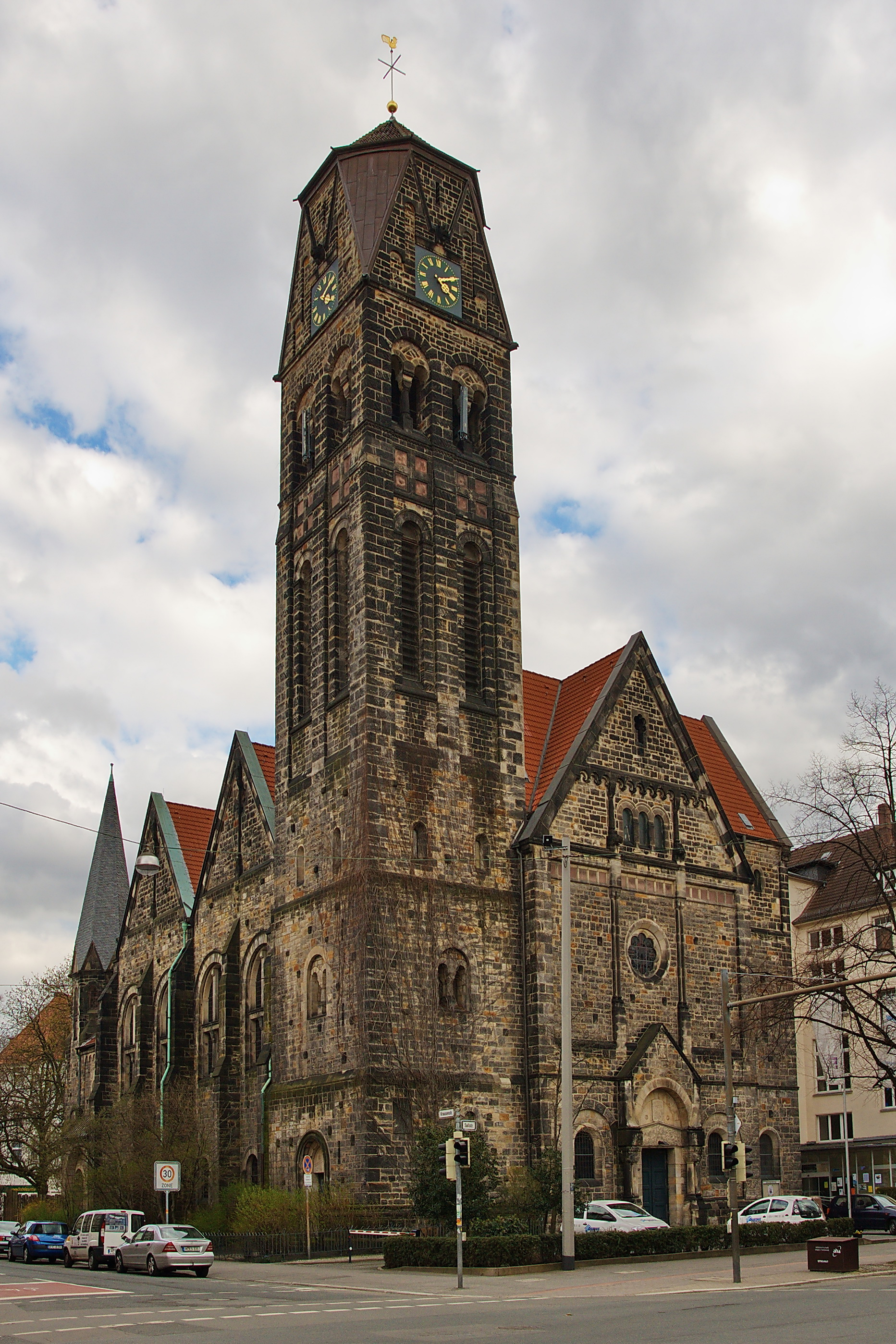
Nazarethkirche in Hannover-Südstadt

- 1896: Holzmarkt-Brunnen in Hannover (mit Karl Gundelach)
- 1898: Denkmalhof auf dem Alten St.-Nikolai-Friedhof in Hannover (nicht erhalten)
- Grabdenkmal der Familie Beindorf aus Hannover aus Laaser Marmor
- 1900–1901: Villa Schlikker in Osnabrück, Heger-Tor-Wall 27
- 1902: Hölty-Denkmal auf dem Alten St.-Nikolai-Friedhof in Hannover (mit Karl Gundelach) – denkmalgeschützt
- 1902–1906: Markuskirche in Hannover-List – denkmalgeschützt[4]
- 1903–1904: Umbau des Schlosses Landsberg für August Thyssen[5]
- 1905–1907: Nazarethkirche in Hannover-Südstadt – denkmalgeschützt
- Städtischer Saalbau in Celle
- 1916: Denkmal für Conrad Wilhelm Hase am Künstlerhaus in Hannover, Sophienstraße (mit Karl Gundelach) – denkmalgeschützt